# Wolf Wondratschek
Wolf Wondratschek (ur. 14 sierpnia 1943 w Rudolstadt (Turyngia) w Niemczech) – niemiecki pisarz.

## Życiorys
Wolf Wondratschek dorastał w Karlsruhe. W latach 1962–1967 studiował literaturoznawstwo, filozofię i socjologię na uniwersytetach w Heidelbergu, Getyndze i Frankfurcie nad Menem. W tym czasie (1964–1965) był także redaktorem czasopisma literackiego „Tekst i krytyka” (Text und Kritik). Po studiach osiadł w Monachium, gdzie rozpoczął pracę jako niezależny pisarz. W latach 1970–1971 gościnnie wykładał na uniwersytecie w Warwick, a pod koniec lat 80. przedsięwziął rozliczne podróże, m.in. do USA i Meksyku. Od początku lat dziewięćdziesiątych mieszka okresowo również w Wiedniu.

## Praca literacka
Pisarz rozpoczynał swoją karierę jako autor wierszy i opowiadań, które miały niewiele wspólnego z wówczas panującymi kanonami. W latach 70. opublikował kilka tomików wierszy, które rozprowadzane także drogą wysyłkową osiągnęły wysokie nakłady i ugruntowały jego opinię jednego z nielicznych niemieckojęzycznych poetów rocka. Od lat osiemdziesiątych coraz większy udział w twórczości Wondratschka zyskuje proza, do najczęstszych tematów należą stosunki damsko-męskie i świat showbusinessu, który jest bogatym źródłem inspiracji. Pisarz stworzył także kilka słuchowisk i scenariuszy filmowych, z których dwa zostały sfilmowane przez Wernera Schroetera.
Wolf Wondratschek otrzymał w 1968 roku nagrodę Leonce i Lena, a także rok później nagrodę inwalidów wojennych dla autorów słuchowisk.

## Utwory
(tytuły oryginalne)
- Früher begann der Tag mit einer Schußwunde (Monachium 1969)
- Ein Bauer zeugt mit einer Bäuerin einen Bauernjungen, der unbedingt Knecht werden will (Monachium 1970)
- Paul oder Die Zerstörung eines Hörbeispiels (Monachium 1971)
- Die Hundente (Frankfurt nad Menem 1972), wraz z Berndem Brummbärem
- Omnibus (Monachium 1972)
- Chuck's Zimmer (Frankfurt nad Menem 1974)
- Das leise Lachen am Ohr eines andern (Frankfurt nad Menem 1976)
- Männer und Frauen (Frankfurt nad Menem 1978)
- Letzte Gedichte (Frankfurt nad Menem 1980)
- Die Einsamkeit der Männer (Zurych 1983)
- Carmen oder Bin ich das Arschloch der achtziger Jahre (Zurych 1986)
- Menschen, Orte, Fäuste (Zurych 1987)
- Einer von der Straße (Monachium 1992)
- Oktober der Schweine (Frankfurt nad Menem 1993)
- Liebesgedichte (Zurych 1997)
- Das Mädchen und der Messerwerfer (Frankfurt nad Menem 1997)
- Kelly-Briefe (Monachium 1998)
- Die große Beleidigung (Monachium 2001)
- Mozarts Friseur (Monachium 2002)
- Mara (Monachium 2003)

## Przekłady
Wolf Wondratschek przetłumaczył 3 tomy z edycji Dzieł zebranych Juliusza Verne’a (Frankfurt nad Menem 1967-1968)